# Rahonem
Rahonem est une femme de l'Ancien Empire. Gouvernante des épouses secondaires, elle dirige aussi, selon les inscriptions retrouvées sur sa tombe, une troupe de chanteuses et de joueuses de tambûr. Elle possède en cette qualité le titre de prêtresse-musicienne comme Penthélia, la prêtresse de Ptah.
Tout au long de l'histoire de l'Égypte antique, les femmes participent aux cérémonies religieuses et à la musique qui les accompagne. Beaucoup sont formées dans les temples et utilisent la musique à d'autres occasions. Les femmes qui vivent dans les palais utilisent dans les banquets le même vocabulaire et les mêmes codes que pour la musique religieuse. 

## Postérité
- Rahomen figure parmi les 1 038 femmes référencées dans l'œuvre d'art contemporain The Dinner Party (1979) de Judy Chicago conservée au Brooklyn Museum. Son nom y est associé à Hatchepsout[2].